# Theridion glaciale
Theridion glaciale là một loài nhện trong họ Theridiidae.
Loài này thuộc chi Theridion. Theridion glaciale được Lodovico di Caporiacco miêu tả năm 1934.